# PROTAC

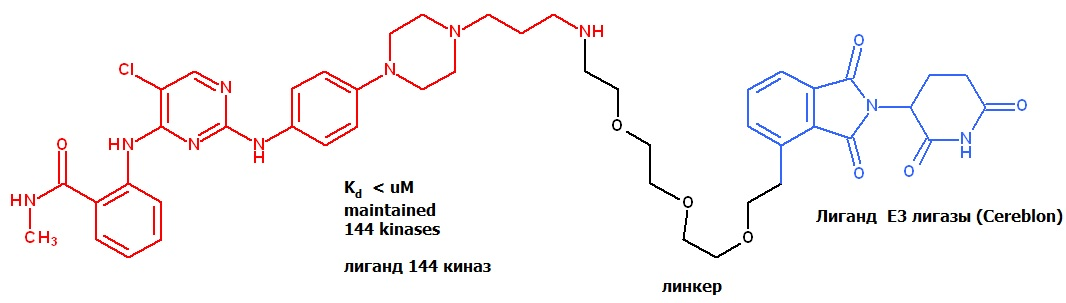

Комбинированная молекула выборочного протеолиза белка (англ. A proteolysis targeting chimera, PROTAC) — комбинированная молекула (гетеробифункциональная, химера) имеющая два фрагмента, соединённых линкером, и активирующая выборочный протеолиз целевого белка. Первый фрагмент такой молекулы является лигандом целевого белка, а второй фрагмент лигандом фермента убиквитинлигаза Е3. Такая комбинированная молекула сближает, притягивает целевой белок к убиквитинлигазе Е3. Использование убиквитинлигаз Е3 (в том числе VBP1, MDM2, βTrCP1, Cereblon, cIAP1) позволяет подвергнуть целевой белок убиквитилированию и протеасомной деградации (схематический рисунок 1). 

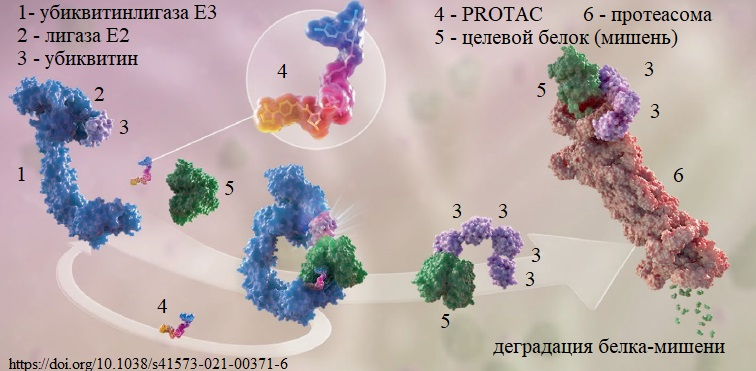

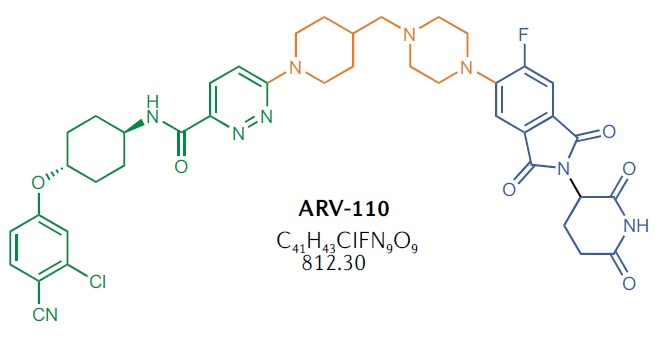

Для каждого целевого белка должен быть создан свой уникальный лиганд, подобран линкер оптимальной длины и выбран один из известных лигандов убиквитинлигазы Е3. На рисунке 2 приведен конкретный пример, когда неспецифичный ингибитор 144-х протеинкиназ, соединенный линкером с лигандом убиквитин лигазы Е3 (Сereblon) удаляет из протеома клетки сразу 144 различных протеинкиназы. На рисунке 3 приведен пример PROTAC-молекулы, которая соединяет рецептор андрогенных гормонов (AR) с лигазой Е3 (Cereblon), что приводит к деградации рецептора (AR) и остановке роста опухоли.  Эта молекула проходит клинические испытания, как лекарство при метастатическом раке простаты.
Поскольку молекулы PROTAC должны обладать только свойствами лигандов к целевым белкам, а не ингибиторами, то не нужно поддерживать их высокие концентрации в организме для успешной фармакотерапии. После того как молекула PROTAC выполнила действие с одним белком она повторно используется для атаки на другую копию этого белка, то есть работает как катализатор. Это позволяет избежать побочных эффектов, присущих классическим молекулам-лекарствам.
Однако подобный подход, вероятно, ограничен целевыми белками, которые можно удалить из живой клетки. Сейчас представляется возможным удалить из клетки мутантные белки приводящие к опухолевому росту, нейродегенерации, метаболическим искажениям и пр.
Подобный подход является одним из нескольких методов целевого изменения протеома клетки.